# Некрасово (Гурьевский район)
Некрасово — посёлок в Гурьевском городском округе Калининградской области. Входит в состав Храбровского сельского поселения.

## Население
| 2002 | 2010 |
| ---- | ---- |
| 513  | ↘488 |